# Ilya Prigogine
Ilya Prigogine vikomt (oroszosan: Ilja Romanovics Prigozsin [Илья́ Рома́нович Приго́жин]) (1917. január 25. – 2003. május 28.) orosz származású belga–amerikai kémikus volt, aki 1977-ben megkapta a kémiai Nobel-díjat az irreverzibilis termodinamika és a disszipatív struktúrák kutatásában elért eredményeiért.

## Élete és munkássága

### Fiatalkora
Prigogine Moszkvában született pár hónappal az 1917-es októberi orosz forradalom kitörése előtt. Apja, Roman Prigozsin, vegyészmérnök volt moszkvai műszaki egyetemen (Московский Технический институт). A család 1921-ben elmenekült Oroszországból és előbb Németországban, majd Belgiumban telepedtek le. Prigogine 1949-ben kapta meg a belga állampolgárságot.

## Pályafutása
Prigogine előbb a Brüsszeli Szabadegyetemen kémiát tanult, majd 1950-ben professzor lett a kémiai tanszéken. 1959-ben kinevezték a Nemzetközi Solvay Intézet (Instituts Internationaux Solvay), amely felelős volt a Solvay-konferencia megszervezéséért. Ugyanebben az évben kezdett tanítani a texasi egyetemen Austin-ban.
1961 és 1966 között a chicagói egyetemen belül működő Fermi-intézet munkatársa volt. 1967-ben visszatért Texasba és Austinban megalapította a komplex kvantumrendszerek kutatásával foglalkozó, máig működő intézetet, a The Center for Complex Quantum Systems-t. Még ugyanebben az évben visszatért Belgiumba.
Ekkor már számtalan tudományos szervezet tagja volt, számos kitüntetést, díjat és összesen 53 díszdoktori címet kapott. 1976-ban megkapta a Rumford-díjat az irreverzibilis termodinamikai folyamatok vizsgálatáért, majd 1977-ben a kémiai Nobel-díjjal tüntették ki. 1989-ben I. Balduin belga királytól nemesi címet kapott. Haláláig a belga tudományos akadémia elnöke volt. 1997-ben egyike volt az International Commission on Distance Education , a távoktatást akkreditáló nemzetközi szervezet alapító tagjainak.

## Kutatásai
Legismertebb kutatásait a disszipatív struktúrák területén végezte, azok szerepét kutatta az irreverzibilis termodinamikai folyamatokban és a termodinamikai egyensúlytól távol álló rendszerekben.

### Disszipatív struktúrák
A disszipatív struktúrák elméletének kidolgozása vezetett az önszerveződő rendszerekkel kapcsolatban végzett kutatásokhoz, illetve filozófiai elmélkedésekhez a komplex biológia struktúrák (élőlények) kialakulása, valamint az időnek a természettudományokban játszott szerepe terén.
Munkássága egyfajta kapcsot jelentett a természettudományok és a társadalomtudományok között. Robert Herman professzorral közösen dolgozták ki a két folyadékmodellt, amely a városi úthálózatok modellje a Bose–Einstein-kondenzáció elméletére alapozva.

### Egyéb
Élete vége felé munkásságát a nemlineáris rendszerekben a determinizmus matematikai modellezésére összpontosította, mind a klasszikus fizika, mind a kvantumfizika szintjén. Számos könyvet írt Isabelle Stengersszel közösen, többek között az End of Certainty és Az új szövetség (The New Alliance).

### The End of CertaintyésThe New Alliance
The end of Certainity. 1997-es könyvében, az The End of Certainty-ben Prigogine kifejti, hogy a determinizmus nem fér össze a modern tudományos gondolkodással. "Minél többet tudunk meg a világegyetemről, annál nehezebb lesz hinni a determinizmusban." Ez szakítást jelentett olyan neves tudósok, mint Newton, Einstein és Schrödinger munkásságával, akik determinisztikus egyenletekben fejtették ki elméleteiket. Prigogine szerint azonban a determinizmus értelmét veszti a valóságban tapasztalható irreverzibilitás és instabilitás fényében.
Prigogine a tudományos determinizmus jelenségét részben Darwinra vezette vissza, akinek a fajok kialakulását magyarázó elmélete arra ihlette Ludwig Boltzmann-t, hogy a gázok viselkedését a gázmolekulák populációjának viselkedéséből származtassa. A determinisztikus fizikában minden folyamat időben megfordítható, reverzibilis, vagyis mindkét irányban végbe mehet. Ahogyan Prigogine magyarázta, ez ellentmond az idő múlásának és azt feltételezi, hogy nincs egy kitüntetett "jelen", ami a már megtörtént "múltat" követi és amely a meghatározatlan "jövőt" előzi meg. Azonban a gyakorlatban tapasztalható irreverzibilitás ennek ellentmond, amelyre Prigogine számos példát hozott, mint pl. a radioaktív bomlás, diffúzió, az időjárás vagy éppen az élet kialakulása és fejlődése. Az időjáráshoz hasonlóan az élő szervezeteket olyan instabil rendszereknek látta, amelyek a termodinamikai egyensúly állapotától távol léteznek. Ez az instabilitás ellentmond a determinisztikus fizika elveinek és a kiindulási feltételekre való érzékenység miatt ezeket a rendszereket csak statisztikai módszerekkel, vagyis a valószínűségek alapján lehet leírni.
Prigogine végül megállapította, hogy a klasszikus, newtoni fizika rendszerét már három alkalommal kellett bővíteni, először a kvantummechanikára jellemző hullámállapot bevezetésével, majd az általános relativitáselmélet téridejével, és végül az instabilitás és indeterminizmus felismerésével az instabil rendszerek esetében.
The New Alliance. A klasszikus fizikát Galilei és Newton hozták létre, és Laplace munkássága nyomán vált uralkodóvá. A newtoni dinamika egyenleteinek abszolút ideje elvileg megfordítható, és a klasszikus dinamikai rendszerek determinisztikusak: bármelyik állapotból a folyamatok ismerete révén bármelyik múltbeli és jövőbeli állapot kiszámítható, és elméletben, el is érhető. Newtont afféle félistenként kezdték tisztelni, akinek nyomán a Világegyetemet egy precízen járó, kiszámítható óraszerkezetnek tekintették. Azonban ebben a világban az élő és az ember fokozatosan idegen elemmé vált. A klasszikus dinamikában ugyanis nincs helye az élőlényekre (is) jellemző irreverzibilitásnak és instabilitásnak. De ezek a jelenségek nem illeszthetőek be sokkal jobban a dinamika olyan módosításaiba sem, mint Boltzmann és Carnot elméletei a hőről és az entrópiáról. A természetfilozófusok felfedezték ezt, s e paradoxonok hatására a természetfilozófiai elméletek vagy szolgai módon alkalmazkodtak a klasszikus óramű-képhez, vagy pedig tudatosan tudományellenessé váltak. Ilyen értelemben az emberi kultúrában megértésbeli szakadás következett be.
Az óraszerkezet-Világegyetem többszörös idealizációt jelent: a modern fizika megismerte mind az elvi kiszámíthatatlanság, mind az „időnyíl” (az irreverzibilitás) fogalmát. Az első rést a newtoni-laplace-i világképen a termodinamika főtételeinek felfedezései. és ennek hatására a dinamika statisztikussá tétele ütötték. A huszadik század fizikája felfedezte, hogy a newtoni rendszerek sokkal inkább a kivételt jelentik, semmint a szabályt. Az igazán „érdekes” rendszerek, mint pl. a légkör vagy az élőlények, belső működésüket tekintve a legkevésbé sem felelnek meg a klasszikus fizika idealizációinak. Új fizikai világképre van szükség, illetve van épülőben – állapítják meg a New Alliance szerzői – mely folyamatnak még csak nagyon az elején járunk. Ha sikerül újra egységes világképet alkotni és az említett szakadást megszüntetni, az ember újra szövetséget köthet a természettel, amelyben már nem kell másodlagosnak és idegennek tekintenie magát.

## Magyarul
- Ilya Prigogine–Isabelle Stengers: Az új szövetség. A tudomány metamorfózisa; ford. Dévényi Levente; Akadémiai, Bp., 1995 (Hermész könyvek)

## Fordítás
- Ez a szócikk részben vagy egészben  az   Ilya Prigogine című angol Wikipédia-szócikk fordításán alapul.  Az eredeti cikk szerkesztőit annak laptörténete sorolja fel. Ez a jelzés csupán a megfogalmazás eredetét és a szerzői jogokat jelzi, nem szolgál a cikkben szereplő információk forrásmegjelöléseként.